# Die Lieblingsfrau des Maharadscha (1926)
Die Lieblingsfrau des Maharadscha ist ein dänisches Stummfilmdrama aus dem Jahre 1926 von A. W. Sandberg mit Gunnar Tolnæs und Karina Bell in den Titelrollen. 

## Handlung
In Nizza lernt die junge Europäerin Elli Langfelt im mondänen Ambiente den enigmatischen Maharadscha von Radhpur kennen, der alsbald um sie zu werben beginnt. Während ihr Vater und ihr Cousin ihr Geld am Roulettetisch des Casinos verspielen, gerät Elli in die Fänge des selbstbewussten und willensstarken indischen Herrschers. Elli bricht die Zelte in Europa ab und folgt dem attraktiven Fürsten in seine indische Heimat, wo beide heiraten. Ihr Erwachen aus dem vermeintlichen Ehetraum erfolgt rasch, als Elli feststellen muss, dass sie nur eine von zwei Ehefrauen ist. 
Im fernen Indien, umgeben von derart vielen Eindrücken, die sie rasch zu erdrücken beginnen, und eingesperrt in einem goldenen Käfig, reift in Elli die Erkenntnis, dass sie hier immer eine Fremde bleiben wird, und sie will daher, als ihr dänischer Vetter zu Besuch gekommen ist, unbedingt mit ihm nach Europa heimkehren. Doch der liebesgrame Maharadscha offenbart ihr seine ehrliche, aufrichtige Zuneigung und scheint angesichts der Aussicht, seine Lieblingsfrau zu verlieren, zum Selbstmord bereit. Dazu kommt es jedoch nicht, denn Elli entschließt sich, an seiner Seite zu bleiben, zumal der Maharadscha beabsichtigt, sie nunmehr als einzige Ehefrau zu behalten. 

## Produktionsnotizen
Die Lieblingsfrau des Maharadscha ist die im Herbst 1925 entstandene, letzte einer Reihe von gleichnamigen Verfilmungen und gelangte am 24. August 1926 in die dänischen Kinos. In allen vier Filmen spielte Gunnar Tolnæs den Maharadscha. Die Länge des Films betrug 2660 Meter. 
Dieses leicht veränderte Remake entstand anlässlich des 20. Jahrestags der Gründung von Dänemarks größten und wichtigsten Filmstudio, der Nordisk-Film.
Die österreichische Premiere war einen Monat nach der dänischen.
Die Filmbauten entwarf Carlo Jacobsen.

## Kritiken
Wiens Die Stunde erinnerte daran, dass der Film die stolze Summe von einer Million US-Dollar verschlungen hatte und von Sandberg „mit alle Mitteln moderner Regiekunst“ inszeniert worden sei. „Die Wirkung, die von diesem seltenen Kunstwerk ausgeht, ist eine faszinierende, insbesondere hinsichtlich der Ausstattung, wie sie in solcher Märchenpracht kaum je ein Film aufzuweisen hatte.“
Die Salzburger Chronik schrieb: „Die Regie bleibt solide und hat sich mit dem populären Bilderschnitt und Tempo von gestern begnügt. Rin Ausgleiten ins Banale wurde dadurch vermieden, dass man der Eifersucht der Frau nur Trauer, Schmerz, Ablehnung statt wie bei uns Szenen und Entrüstung zusprach. Karina Bell spielt die Lieblingsfrau glaubhaft in begehrenswerter Schönheit, Gunar Tolnäs [sic!] ist als Maharadscha exotisch liebenswürdig und bezaubernd. Zu erwähnen bleibt die vornehme geschmackvolle Ausstattung, unaufdringlicher Prunk in den ger überladenen indischen Szenen.“